# Municipio de Pleasant (condado de Porter)
El municipio de Pleasant (en inglés: Pleasant Township) es un municipio ubicado en el condado de Porter en el estado estadounidense de Indiana. En el año 2010 tenía una población de 4432 habitantes y una densidad poblacional de 30,1 personas por km².

## Geografía
El municipio de Pleasant se encuentra ubicado en las coordenadas 41°17′45″N 86°59′38″O / 41.29583, -86.99389. Según la Oficina del Censo de los Estados Unidos, el municipio tiene una superficie total de 147.23 km², de la cual 147,19 km² corresponden a tierra firme y (0,03 %) 0,04 km² es agua.

## Demografía
Según el censo de 2010, había 4432 personas residiendo en el municipio de Pleasant. La densidad de población era de 30,1 hab./km². De los 4432 habitantes, el municipio de Pleasant estaba compuesto por el 98,01 % blancos, el 0,18 % eran afroamericanos, el 0,2 % eran amerindios, el 0,38 % eran asiáticos, el 0,38 % eran de otras razas y el 0,83 % eran de una mezcla de razas. Del total de la población el 3,84 % eran hispanos o latinos de cualquier raza.